# 三菱商事 Club TRIAX
三菱商事 Club TRIAX（みつびししょうじクラブトライアックス、英: Mitsubishi Corporation Club TRIAX）は東京都調布市を中心に活動するアメリカンフットボールのクラブチーム。Xリーグ1部のX1 Areaに所属。

## 概要
Xリーグに加盟する社会人アメリカンフットボールチームで、2021年シーズンからX1Areaに所属している。
2000年に当時関東社会人リーグに加盟していた2つのクラブチーム、日商岩井TELEXとキヤノンクラブRAINBOWSが合併し、さらにリーグ加盟を目指して活動していたナイキ日本法人のメンバーも合流し「Club TRIAX」として結成された。チーム名は3つのチームがひとつとなったところに由来する。
2006年には日本興業銀行ファイターズが合流。2011年には、セガサンダーボルツと朝日生命エンジェルスが合併した「Club Bandits」が合流。
2016年11月1日、三菱商事からサポートを受けることになり、「三菱商事 Club TRIAX」に改称された。
2020年シーズン、X2を全勝で優勝した。2021年12月19日、X1-X2入替戦にてX1 Area12位のBULLSフットボールクラブを28-7で破り、X1 Area昇格を決めた。

## タイトル

### 社会人リーグ
東京スーパーボウル(1987年～2002年)
- 出場なし

ジャパンXボウル(2003年～2020年)
- 出場なし

ライスボウル(2021年～)
- 優勝：なし
- 準優勝：なし

()内はシーズン年度

### 社会人VS学生大会
ライスボウル(～2021年)
- 出場なし

()内はライスボウル開催年

## 成績

### 秋季リーグ戦成績
|  |  |  | 優勝 |  | 準優勝 |  | 昇格 |  | 降格 |

#### 2019年以降（Super・Area制）
| 年度 | 所属         | レギュラーシーズン | レギュラーシーズン | レギュラーシーズン | レギュラーシーズン | プレーオフ                                                |
| 年度 | 所属         | 勝                 | 敗                 | 分                 | 順位               | プレーオフ                                                |
| ---- | ------------ | ------------------ | ------------------ | ------------------ | ------------------ | --------------------------------------------------------- |
| 2019 | X2イースト   | 2                  | 3                  | 0                  | 4位                | ―                                                         |
| 2020 | X2           | -                  | -                  | -                  | -                  | 短縮日程のため交流戦のみ                                  |
| 2021 | X2セントラル | 5                  | 0                  | 0                  | 1位                | X1-X2入替戦勝利（対BULLSフットボールクラブ）、X1 Area昇格 |
| 2022 | X1 Area      | 1                  | 6                  | 0                  | 7位                | X1-X2入替戦勝利（対ラングラーズ）、X1 Area残留            |
| 2023 | X1 Area      | 1                  | 6                  | 0                  | 7位                | ―                                                         |